# Dolmen von Roh-Koh-Koed

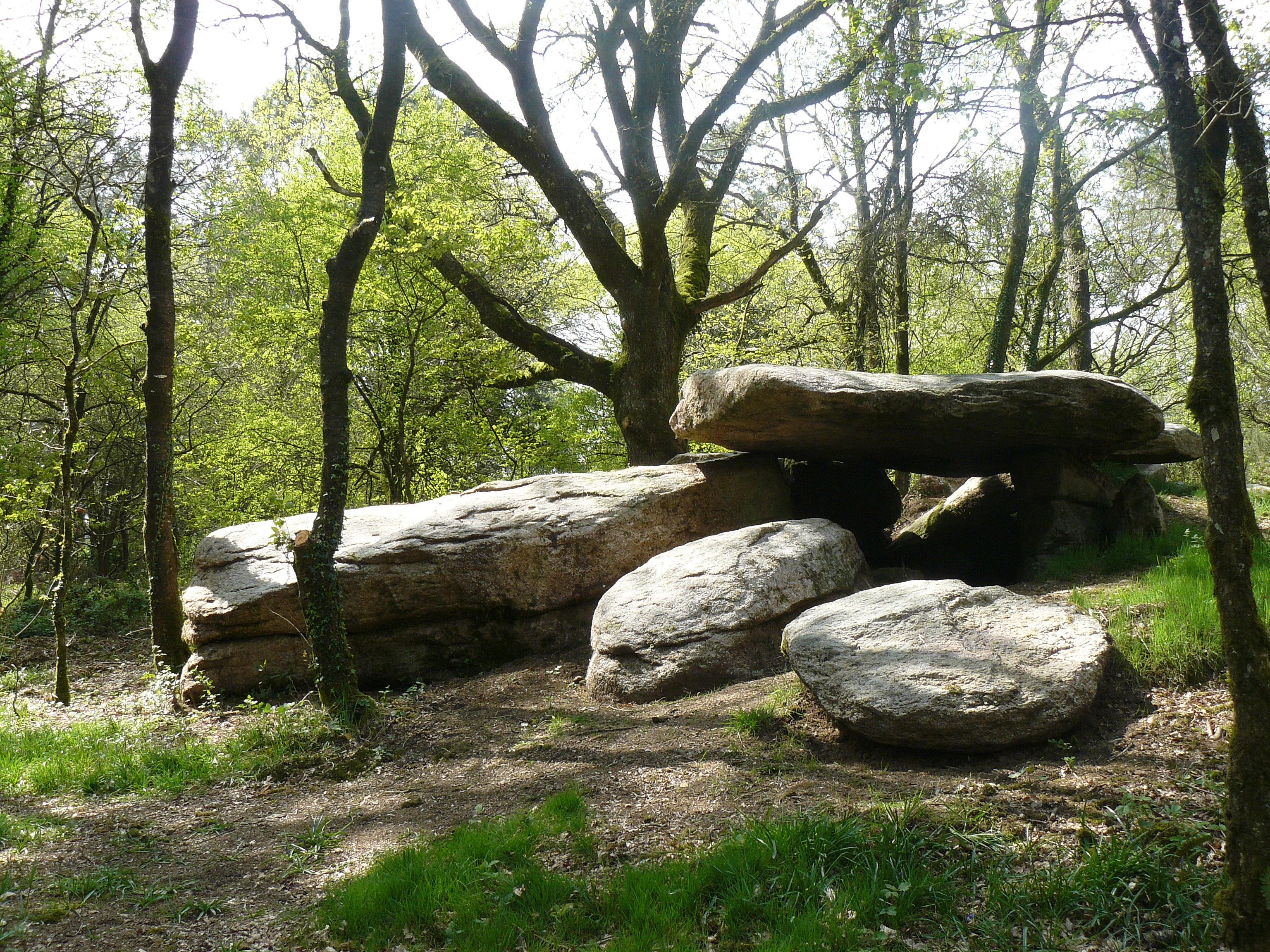
Roh-Koh-Koed

Der Dolmen von Roh-Koh-Koed (auch Allée couverte von Roh-Koh-Koët Dolmen von Kerherne-Bodunan oder Allee couverte Le Bignon genannt) ist ein Galeriegrabrest bei Saint-Jean-Brévelay im Département Morbihan in der Bretagne in Frankreich. Die Megalithanlage liegt auf einem Hügel, in einem Eichenwald in den Landes de Lanvaux unweit vom Dolmen Larcuste am „Circuit des Dolmens de Lanvaux“ im „Bois de Goh-Menhir“ (Wald). Dolmen ist in Frankreich der Oberbegriff für Megalithanlagen aller Art (siehe: Französische Nomenklatur).
Die Nordwest-Südost orientierte Galerie ist stark gestört und hatte eine Länge von etwa 8,0 m. Die Kammer war etwa 4,0 m lang und 2,5 m breit. Wenige Trag- und Decksteine sind noch vorhanden, aber nicht in situ. Die einzige Deckenplatte, die auf einem Träger ruht, misst 5,5 × 3,5 Meter und hat einige Schälchen. Die beiden Menhire an ihren Enden sind nicht original.